# Saint-Gand
Saint-Gand település Franciaországban, Haute-Saône megyében. Lakosainak száma 141 fő (2022. január 1.). Saint-Gand Fresne-Saint-Mamès, La Chapelle-Saint-Quillain, Étrelles-et-la-Montbleuse, Vellexon-Queutrey-et-Vaudey, La Vernotte, Seveux-Motey és La Romaine községekkel határos.

## Népesség
A település népessége az elmúlt években az alábbi módon változott:
| Lakosok száma | 134  | 133  | 136  | 137  | 142  | 144  | 146  | 144  | 141  |
|               | 2013 | 2015 | 2016 | 2017 | 2018 | 2019 | 2020 | 2021 | 2022 |